# Lapío
Lapío (llamada oficialmente San Miguel de Lapío) es una parroquia y una aldea española del municipio de Corgo, en la provincia de Lugo, Galicia.

## Organización territorial
La parroquia está formada por cinco entidades de población, constando cuatro de ellas en el nomenclátor del Instituto Nacional de Estadística español:
- Barreal (O Barreal)
- Casisaldo
- Lapío
- Os Penedos
- Peneda (A Peneda)

## Demografía

### Parroquia
| Gráfica de evolución demográfica de Lapío (parroquia) entre 2000 y 2019 |
|                                                                         |
| Datos según el nomenclátor publicado por el INE.                        |

### Aldea
| Gráfica de evolución demográfica de Lapío (aldea) entre 2000 y 2019 |
|                                                                     |
| Datos según el nomenclátor publicado por el INE.                    |